# Riu Sim
|  | Per a altres significats, vegeu «Sim». |

El Sim - Сим (rus) - és un riu de Rússia, afluent del Bélaia. Té 239 km de llargària, i passa per l'óblast de Txeliàbinsk i per Baixkíria. Neix a les muntanyes dels Urals, el seu curs és primer en direcció nord - nord-est i passa per les ciutats de Sim i Miniar, després bifurca a l'oest i al sud-oest. Després de passar per la ciutat d'Aixà franqueja la frontera amb Baixkíria i discorre cap al sud fins a la seva confluència amb el Bélaia.